# Pigeonnier de Geffrou
Le pigeonnier de Geffrou, bâti au XVIIe siècle, est situé à Matha, en France. L'immeuble a été inscrit au titre des monuments historiques en 1949.

## Historique
Le bâtiment est inscrit au titre des monuments historiques par arrêté du 22 août 1949.